# Aeropuerto Coronel Felipe Varela
El Aeropuerto Coronel Felipe Varela (FAA: CTC - IATA: CTC - OACI: SANC), es un aeropuerto que se encuentra ubicado en la localidad de Las Tejas de Valle Viejo, a 15 km hacia el sur del centro de San Fernando del Valle de Catamarca, en la Provincia de Catamarca. Fue inaugurado a fines de 1973.
En 2007 fue usado por 44,477 pasajeros.

## Accesos
Está ubicado sobre la Ruta Provincial 33, km 22, Los Puestos (K4707XAI) y sus coordenadas son latitud 28° 35' 33" S y longitud 65° 45' 14" O.

## Infraestructura
El Aeropuerto Coronel Felipe Varela ocupa una superficie de 379 ha, siendo su categoría OACI 4C. 
- Pistas: 84,000 m²
- Calles de Rodaje: 18,360 m²
- Plataformas: 5,000 m²
- Aeroestación de Pasajeros: 3,173 m² (2 plantas con torre de control)
- Hangares: 1,700 m²
- Estacionamiento Vehicular: 437 m² (35 vehículos)

## Historia
A finales de la década del '60, ante la necesidad de contar en la provincia con un aeropuerto que cumpliera con las exigencias del avance del transporte aéreo, el entonces gobernador de facto de la Provincia de Catamarca, general retirado Ramón Brizuela, con el asesoramiento del entonces jefe del Aeródromo Catamarca, suboficial mayor Alfonso Gerardo Alaniz, gestionó ante el comandante de Regiones Aéreas brigadier mayor Mario García Reynoso, la construcción de la nueva aeroestación.
Mediante un convenio, la Fuerza Aérea Argentina se comprometió a construir la pista; y el Gobierno de la Provincia de Catamarca, la edificación. La determinación del lugar adecuado para la construcción fue llevada a cabo por la Dirección de Tránsito Aéreo y la Dirección de Infraestructura, dependientes del Comando de Regiones Aéreas; teniendo en cuenta, por un lado, las características del terreno y por el otro, los obstáculos naturales -montañas-, con el objeto de permitir la seguridad de las operaciones aéreas.
En 1972, la empresa Cartellone Hnos. concluyó la construcción de la pista. Los edificios de la Usina/Planta Transmisora y el local que ocupara originalmente la Oficina Meteorológica fueron construidos en forma definitiva. La aeroestación y la torre de control, de carácter provisorio, fueron construidas con chapa doblada de aluminio por la Empresa Gurny Construcciones.
Esta obra fue inaugurada el 14 de noviembre de 1972 por el gobernador de facto doctor Horacio Pernasetti y el subsecretario de Obras y Servicios Públicos, ingeniero Máximo Amayo, quien tuvo destacada participación en su concreción.  El primer nombre del aeropuerto fue Aeropuerto Coronel Felipe Varela.
El 30 de diciembre de ese año se realizó un vuelo nocturno, el primero, con la finalidad de probar las instalaciones, en especial el balizamiento de la pista.
El 3 de enero de 1973 a las 14.30, arribó a Catamarca la primera aeronave a reacción de transporte aéreo comercial, un Boeing 737, perteneciente a Aerolíneas Argentinas. El traslado definitivo y completo de todo el equipamiento desde el Aeródromo de Choya concluyó en abril de ese mismo año.
Durante los primeros años, hasta 1977, no se dispuso de energía eléctrica comercial; por lo tanto era proporcionada por dos grupos electrógenos Stewar Stevenson de 25 kW cada uno, pertenecientes a la Fuerza Aérea Argentina, y otro marca Diar de 64 kW proporcionado por la Provincia.
El servicio telefónico fue instalado en 1976, para lo cual la Fuerza Aérea Argentina debió hacerse cargo de los materiales (postes, cables, aisladores, etc.) necesarios para el tendido de la línea desde la central de Telecom -ubicada en el centro de la ciudad Capital- y el aeródromo, aproximadamente 22 km.
Con los movimientos de tierra que se realizaron para la construcción de la pista y el desmonte en los laterales, sumados a la acción del viento -muy frecuente- se levantaba gran cantidad de polvo, lo que obligaba al cierre del aeródromo para toda operación. A fin de solucionar este inconveniente, se intentaron distintos métodos para la contención y fijación del médano; luego de varios fracasos se logró hacer prosperar una especie denominada gamuzón de alta germinación, traído de la provincia de La Pampa. Si bien esta gramínea solucionó el problema del polvo levantado por el viento, con el tiempo avanzó de tal manera que comenzó a destruir el pavimento de las banquinas de la pista; esto subsiste aún, ya que no se ha podido encontrar una solución hasta el momento.
En 1979, debido al tiempo transcurrido y a la precariedad de las instalaciones, el entonces comodoro Bergara, catamarqueño, mientras se desempeñaba en el área económica impulsó el proyecto para la construcción del actual edificio central del aeropuerto. El brigadier Horacio Huniken, entonces director de Infraestructura, dio la aprobación y la Fuerza Aérea Argentina llamó a licitación pública; por renuncia de la empresa adjudicataria, la adjudicación de los trabajos recayó en la empresa local del Ing. Benjamín Capdevila.
El 9 de junio de 1981, la Fuerza Aérea Argentina realizó la entrega oficial de los planos de la nueva aeroestación a la Empresa Capdevila, con la presencia por parte de la Fuerza Aérea Argentina del capitán Héctor Mariotto y del jefe del Aeropuerto de Catamarca, suboficial mayor Gerardo Alfonso Alaniz y en representación del Gobierno de Catamarca, el secretario general de la Gobernación Guillermo Adolfo Herrera. Los trabajos se iniciaron ese mismo año y, luego de algunas interrupciones, finalizaron a principios de 1987.
La recepción oficial se llevó a cabo el 16 de abril de 1987; en la ceremonia estuvieron presentes entre otros: el gobernador de Catamarca, Ramón Eduardo Saadi; el senador nacional Vicente Leónides Saadi; el comandante en jefe de la Fuerza Aérea Argentina, brigadier general Crespo, y el jefe de la Región Aérea Noroeste, Comodoro Campos. A fines de 1986, se comenzó con el traslado de todo el equipamiento y se desmanteló la precaria edificación.
El 23 de abril de 1987, el Gobierno de la Provincia de Catamarca, -representado por el entonces gobernador Ramón Eduardo Saadi- y la Fuerza Aérea Argentina -representada por el comodoro D. Campos, jefe de la Región Aérea Noroeste- firmaron un convenio mediante el cual la provincia se hacía cargo del mantenimiento del aeropuerto a cambio de su explotación comercial, y quedaban a cargo de la Fuerza Aérea Argentina los servicios operativos.
Posteriormente, como consecuencia de la privatización del Sistema Nacional de Aeropuertos, el 16 de marzo de 1999 se efectuó la transferencia a la empresa Aeropuertos Argentina 2000, y se mantuvieron a cargo de la Fuerza Aérea Argentina los aspectos operativos.

## Aerolíneas
| Destinos regulares | Nombre del aeropuerto                         | Aerolíneas            | Avión         | Frecuencias semanales |
| ------------------ | --------------------------------------------- | --------------------- | ------------- | --------------------- |
| Argentina          |                                               |                       |               |                       |
| Buenos Aires       | Aeroparque Jorge Newbery                      | Aerolíneas Argentinas | E-190AR       | 12 (14)               |
| La Rioja           | Aeropuerto Capitán Vicente Almandos Almonacid | Aerolíneas Argentinas | B737, E-190AR | 3                     |

## Estadísticas
| Ranking | Ciudad                               | Pasajeros (2017) | Pasajeros (2018) | Pasajeros (2019) | Variación | Aerolíneas            |
| ------- | ------------------------------------ | ---------------- | ---------------- | ---------------- | --------- | --------------------- |
| 1       | Buenos Aires (Aeroparque), Argentina | 57.254           | 61.924           | 57.033           | -7,90     | Austral Líneas Aéreas |

## Aerolíneas y destinos que cesaron operaciones
- Austral Líneas Aéreas (Aeroparque)